# Natja Jamaan
Natja Jamaan (* 31. Januar 1967 in München, Bayern) ist eine deutsche Schauspielerin.

## Werdegang
Sie ist die Tochter eines ägyptischen Vaters und einer deutschen Mutter. Filmproduzent Artur „Atze“ Brauner entdeckte 1991 ihr schauspielerisches Talent. Daraufhin begann sie 1992 eine Ausbildung am Lee Strasberg Theatre and Film Institute in New York. Des Weiteren nahm sie privaten Unterricht bei Anneliese Hofmann-De-Boer in München.

## Filmografie
- 1991: Drei Degen für die Zarin / Kurier der Zarin
- 1992: Alaska Kid (Fernsehserie, 1 Folge)
- 1993: Zwei halbe sind noch lange kein Ganzes (Fernsehserie, 10 Folgen)
- 1994: A.S. – Gefahr ist sein Geschäft (Fernsehserie, 1 Folge)
- 1994: Der Alte (Fernsehserie) – Folge 200: Gift
- 1994: Für alle Fälle Stefanie (Fernsehserie, 1 Folge)
- 1995: Tresko (Fernsehserie, 3 Folgen)
- 1995: Wildbach (Fernsehserie, 5 Folgen)
- 1997: Emily und der kleine Bär
- 1997: Hotel Mama – Die Rückkehr der Kinder
- 1998: Unser Charly (Fernsehserie, 1 Folge)
- 1998: Mrs. Bear
- 1998: Forsthaus Falkenau (Fernsehserie, 5 Folgen)
- 1999: Hotel Mama – Mutter auf der Flucht
- 2001: Hallo Robbie! (Fernsehserie, 3 Folgen)
- 2002: Der Teufel der sich Gott nannte
- 2003: Unser Charly (Fernsehserie, 1 Folge)
- 2004: Edel & Starck (Fernsehserie, 1 Folge)
- 2008: Die Frau des Anarchisten
- 2008: Die Rosenheim-Cops (Fernsehserie, 1 Folge)